# 八丁林道
八丁林道（はっちょうりんどう）は、京都府京都市右京区内に終始する林道である。別名は林道八丁線。

## 概要
- 起点:京都府京都市右京区京北上弓削町
- 終点:同区京北赤石町

起点は大川上林道と接続する八丁出合と呼ばれる三叉路である。北は大川上林道から京都府道370号へと続き、最終的に京都府道38号の佐々里へと至る。対して東へ続く道は八丁川源流へと至るが2009年現在通行止めである。林道本来の治山としての役割と紅葉シーズンにはツーリングスポットとしても利用される林道である。

## 道路状況
基本的には舗装された林道だが、中間部分にダートを残している。区間としては八丁峠から南に2km程の区間だが、距離の割りに勾配、カーブとも急な区間なので注意を喚起する看板が多く立てられている。紅葉のシーズンにはツーリングのバイクが多く訪れる林道となっている。

## 通過する峠
- 八丁峠

## 接続路線
- 国道162号（終点）
- 丹波広域基幹林道
- 大川上林道